# Forza
Forza (с итал. — «сила» /ˈfɔːrtsə/) — серия гоночных видеоигр для Xbox, Xbox 360, Xbox One, а также Microsoft Windows. Разработана Turn 10 Studios и издана Microsoft Studios. Франшиза в данный момент разделена на две серии — оригинальную серию Forza Motorsport и ориентированную на открытый мир серию Forza Horizon, последняя из которых в основном разрабатывается Playground Games.
Forza пытается воссоздать характеристики производительности и управляемости большого количества реально существующих, модифицированных и гоночных машин. Forza зачастую рассматривается как ответ Microsoft на серию Gran Turismo для игровых приставок PlayStation.
На февраль 2010 года, игры серии Forza были проданы тиражом около 10 миллионов копий, начиная с выпуска Forza Motorsport в мае 2005 года.

## Игры
| Название           | Год  | Платформы                                         | Прим. |
| ------------------ | ---- | ------------------------------------------------- | ----- |
| Forza Motorsport   | 2005 | Xbox                                              |       |
| Forza Motorsport 2 | 2007 | Xbox 360                                          |       |
| Forza Motorsport 3 | 2009 | Xbox 360                                          |       |
| Forza Motorsport 4 | 2011 | Xbox 360                                          |       |
| Forza Horizon      | 2012 | Xbox 360                                          |       |
| Forza Motorsport 5 | 2013 | Xbox One                                          |       |
| Forza Horizon 2    | 2014 | Xbox 360, Xbox One                                |       |
| Forza Motorsport 6 | 2015 | Xbox One, Windows                                 |       |
| Forza Horizon 3    | 2016 | Xbox One, Windows                                 |       |
| Forza Motorsport 7 | 2017 | Xbox One, Windows                                 |       |
| Forza Horizon 4    | 2018 | Xbox One, Xbox Series X/S, Windows                |       |
| Forza Street       | 2019 | iOS, Android, Windows                             |       |
| Forza Horizon 5    | 2021 | Xbox Series X/S, Xbox One, Windows, PlayStation 5 | [ 2 ] |
| Forza Customs      | 2023 | Android, iOS                                      |       |
| Forza Motorsport   | 2023 | Xbox Series X/S, Windows                          | [ 3 ] |

## История
Первая игра серии была выпущена в 2005 году для игровой приставки Xbox. Следующая игра линейки, Forza Motorsport 2, выход которой состоялся в 2007 году, стала первой частью, выпущенной на Xbox 360. Microsoft Xbox 360 Wireless Racing Wheel разрабатывалось одновременно с Forza Motorsport 2 и было спроектировано для работы с игрой. Перед выпуском игры, Microsoft запустила Forza Motorsport Showdown, четырёхсерийный мини-сериал на канале Speed. Сериал был спродюсирован Бадом Брастманом, а вёл его Ли Реерман. Выпущенная в 2009 году Forza Motorsport 3 предложила пользователям автопарк из более 400 настраиваемых машин (в версии Ultimate Collection — более 500) от 50 производителей и более 100 вариаций гоночных трасс, на которых могут соревноваться до восьми машин одновременно. Для Forza Motorsport 4, выпущенной в 2011 году, Turn 10 Studios договорились о партнёрстве с шоу Top Gear (и его американской вариацией), чтобы Джереми Кларксон, и другие ведущие Top Gear озвучили описания, названия гонок и новый режим Autovista, который позволяет игрокам исследовать предоставленный набор машин во всех деталях. Игра также является первой в серии, которая использует сенсор Kinect.
В 2012 году в продажу поступила Forza Horizon, которая впоследствии стала первой частью новой подсерии, ориентированной на открытый мир и базирующегося на вымышленном фестивале, названном Horizon, в США, штате Колорадо. Игра заимствует многие аспекты игрового процесса, присутствующие в прошлых частях Forza Motorsport, такие как большое разнообразие машин, реалистичная физика и графика в высоком разрешении. Цель игры — зарабатывать «браслеты» за быстрое вождение, уничтожение собственности, победы в гонках и другие водительские трюки. Horizon использует физику Forza Motorsport 4, которая была оптимизирована для работы с 65 локациями, которые представлены в игре. Игроки могут ездить по бездорожью в определённых районах, в то время как в остальных играх они ограничены дорожными заграждениями или другими препятствиями.
Forza Motorsport 5 стала игрой стартовой линейки консоли Xbox One. Игра ознаменовала расширение партнёрства с Top Gear, тем, что вместе с Кларксоном, комментарии были озвучены Ричардом Хаммондом и Джеймсом Мэем. Разработка была впервые подтверждена Сибеллом из Microsoft France. Поручив разработку Horizon студии Playground Games, Microsoft нацелилась на ежегодный выпуск новой игры Forza, цитата, «не принося никаких жертв, которые обычно случаются при ежегодном выпуске игр франшизы одним и тем же разработчиком. Так же всё идёт к тому, что игры франшизы будут чередоваться. Если выходит Horizon, в следующем году выйдет Motorsport. Если Motorsport — то Horizon, и так далее.». В 2014 году была выпущена Forza Horizon 2 для Xbox 360 и Xbox One. Версия для Xbox One была разработана Playground Games в содействии с Turn 10 Studios. Версия для Xbox 360 была разработана Sumo Digital и стала последней игрой серии, выпущенной на данной приставке. Версия для Xbox One впервые в серии обладала динамическими погодными условиями. Также в марте 2015 года для Xbox 360 и Xbox One было выпущено отдельное промо-дополнение, названное Forza Horizon 2 Presents Fast & Furious.
В 2015 году в продажу поступила Forza Motorsport 6. Как часть соглашения о разработке с Ford, Turn 10 Studios получила прямой доступ к команде дизайнеров суперкара 2017 года Ford GT, который попал на обложку игры. Motorsport 6 стала первой игрой серии, выпущенной для персональных компьютеров под управлением Windows — версия для данной платформы вышла в середине 2016 года и получила подзаголовок Apex Edition. Также в 2016 году Microsoft Studios выпустила Forza Horizon 3 для Windows и Xbox One. В 2017 году вышла Forza Motorsport 7, а в 2018 году — Forza Horizon 4. В 2019 году была выпущена условно-бесплатная Forza Street для мобильных устройств под управлением iOS и Android и ПК под управлением Windows.
В 2020 году была анонсирована восьмая игра в подсерии Motorsport, которая в отличие от своих предшественниц не имеет номера в названии. Выход игры намечен на Xbox Series X/S и Windows. В 2021 году состоялся анонс Forza Horizon 5. Несмотря на то, что Horizon 5 была представлена позже новой Motorsport, её выход состоится раньше — 9 ноября 2021 года на Xbox One, Xbox Series X/S и Windows.